# Rock Japan
Rock Japan é o oitavo álbum de estúdio solo de Hironobu Kageyama. Foi lançado em 8 de fevereiro de 2012 pela Lantis.

## Produção
Kageyama compôs todas as músicas (uma inclusive com o brasileiro membro do JAM Project, Ricardo Cruz) e escreveu quase todas as letras.

## Recepção
O site CD Journal escreveu que "é possível sentir a dedicação de Kageyama como um cantor de rock. (...) Há uma grande variedade nas músicas, de hard rock bombástico ao estilo Queen a elementos de música eletrônica."
O álbum chegou a 48ª posição no Oricon Albums Chart, e 45ª na Billboard Japan.

## Faixas
| N.º            | Título                                       | Letras                  | Música                                           | Duração |  |
| 1.             | "Ray of Hope ~Anthem Of Kage☆Stars～"        | Baraki                  | Kageyama, Atsushi Yokozeki e Yoshichika Kuriyama | 2:23    |  |
| 2.             | "ROCK JAPAN"                                 | Kageyama                | Kageyama e R・O・N                               | 4:19    |  |
| 3.             | "Another heaven ~Ai no na no Moto ni~"       | Kageyama                | Kageyama e IKUO                                  | 4:31    |  |
| 4.             | "Rock Steady"                                | Kageyama                | Kageyama e Kuriyama                              | 4:41    |  |
| 5.             | "Birthday Eve"                               | Kageyama                | Kageyama, Kuriyama e Shiho Terada                | 5:10    |  |
| 6.             | "Everlasting Love"                           | Kageyama                | Kageyama e Hijiri Anze                           | 4:41    |  |
| 7.             | "Fugainaize! ~Stardust Punks~"               | Kageyama                | Kageyama e Kenichi Sudo                          | 5:41    |  |
| 8.             | "C.C.R. (Crazy Cyber Riders)"                | Kageyama                | Kageyama e R・O・N                               | 4:00    |  |
| 9.             | "Karma"                                      | Kageyama                | Kageyama e Kenji Yamamoto                        | 4:54    |  |
| 10.            | "Fuyusora ~Kimi no Mirai Kimi no Shiawase~"  | Kageyama                | Kageyama e Anze                                  | 4:57    |  |
| 11.            | "CROSS WORLD ~Oretachi no Frontier Spirit~"  | Kageyama e Ricardo Cruz | Kageyama, Cruz e R・O・N                         | 4:07    |  |
| 12.            | "Ashita Tenki ni Nare! ~BOku wa Hare Otoko~" | Kageyama                | Kageyama e Sudo                                  | 5:15    |  |
| Duração total: | Duração total:                               | Duração total:          | Duração total:                                   | 54:39   |  |